# ONE FC: Champion vs. Champion
ONE FC: Champion vs. Champion foi um evento de artes marciais mistas promovido pelo ONE Fighting Championship, ocorrido em 3 de setembro de 2011 no Singapore Indoor Stadium em Kallang, Singapura.

## Antecedentes
O ONE Fighting Championship usa as regras do Pride Fighting Championships combinadas com as regras unificadas de Nevada; essa combinação permite tiros de meta, pisões na cabeça, joelhadas no chão, e o uso de cotoveladas.
O evento foi transmitido pela TV nacional de Singapura pela MediaCorp Channel 5. O evento também foi transmitido ao vivo no Sherdog.com para todos os países exceto Singapura.
Isso levou várias mídias media especializadas a descrever o ONE FC: Champion vs. Champion como "mais evento asiático de artes marciais mistas na história" e se especulou que a audiência de TV poderia ser maior do que de qualquer evento de MMA.
Em 17 de Agosto de 2011 foi anunciado que A Sol Kwon, um lutador coreano invicto com seis lutas, substituiria o lesionado Ole Laursen no evento principal contra Eduard Folayang.